# District de Nantes
Le district de Nantes est une ancienne division territoriale française du département de la Loire-Atlantique de 1790 à 1795.
Il était composé des cantons de Nantes, Bouaye, Bouguenais, Chantenay, Chapelle-sur-Erdre, Nort, Saint-Sébastien et Thouaré.

## Galerie

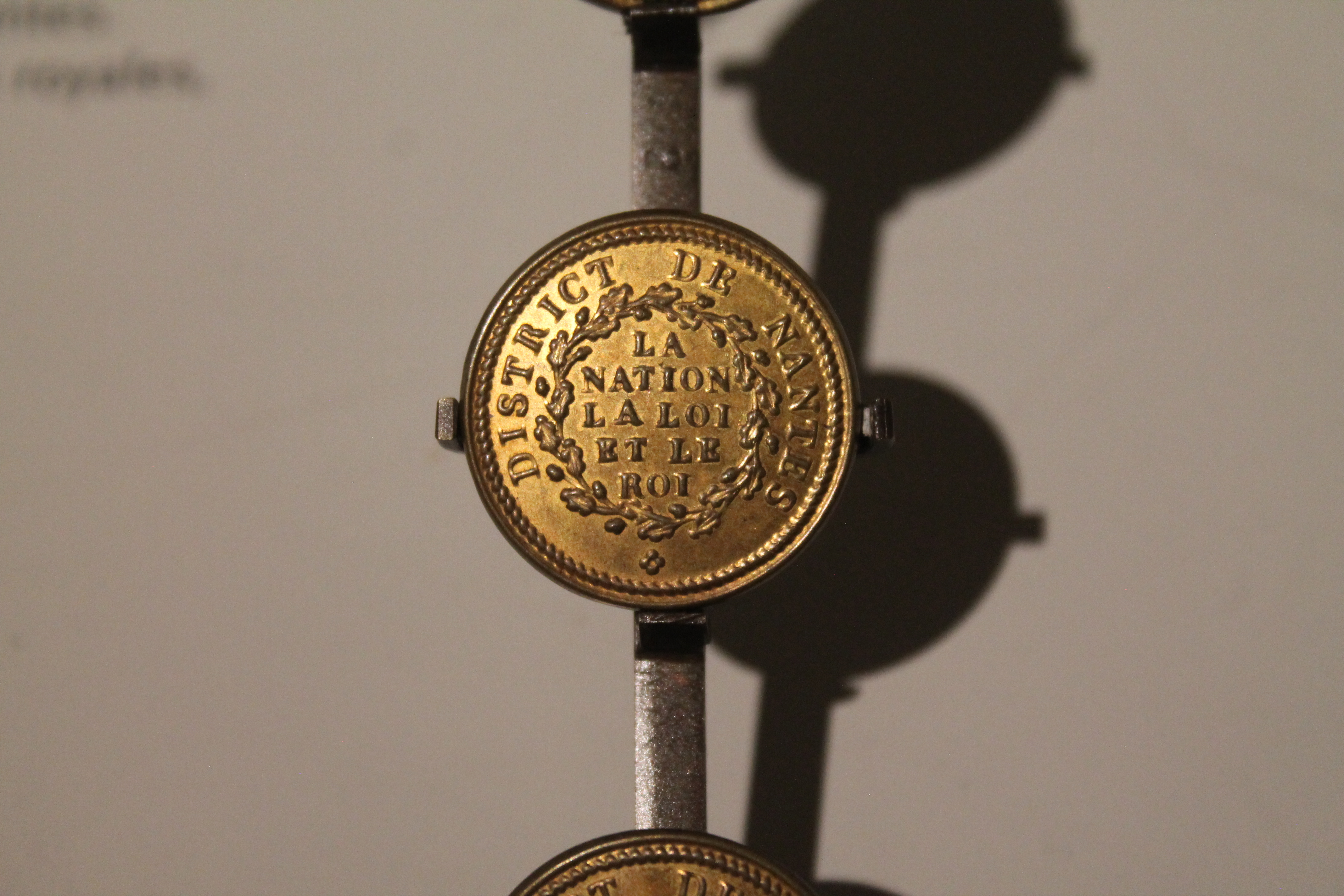
Bouton d’uniforme d’un membre de la garde nationale : DISTRICT DE NANTES et LA NATION LE ROI ET LA LOI